# Kentland
Kentland és una població dels Estats Units a l'estat d'Indiana. Segons el cens del 2000 tenia 1.822 habitants.

## Demografia
Segons el cens del 2000, Kentland tenia 1.822 habitants, 733 habitatges, i 477 famílies. La densitat de població era de 481,8 habitants/km².
Dels 733 habitatges en un 29,7% hi vivien nens de menys de 18 anys, en un 50,3% hi vivien parelles casades, en un 10,8% dones solteres, i en un 34,9% no eren unitats familiars. En el 30,4% dels habitatges hi vivien persones soles el 14,3% de les quals corresponia a persones de 65 anys o més que vivien soles. El nombre mitjà de persones vivint en cada habitatge era de 2,42 i el nombre mitjà de persones que vivien en cada família era de 3,03.
Per edats la població es repartia de la següent manera: un 24,7% tenia menys de 18 anys, un 9,4% entre 18 i 24, un 27,2% entre 25 i 44, un 22,1% de 45 a 60 i un 16,6% 65 anys o més.
L'edat mediana era de 39 anys. Per cada 100 dones de 18 o més anys hi havia 90,3 homes.
La renda mediana per habitatge era de 34.732$ i la renda mediana per família de 45.043$. Els homes tenien una renda mediana de 32.734$ mentre que les dones 20.714$. La renda per capita de la població era de 17.797$. Entorn del 4,7% de les famílies i el 7,5% de la població estaven per davall del llindar de pobresa.

## Poblacions més properes
El següent diagrama mostra les poblacions més properes.